# Ellen Crawford
Ellen Crawford (* 29. April 1951 in Normal) ist eine US-amerikanische Schauspielerin.

## Leben
Crawford wurde 1951 in Normal im US-amerikanischen Bundesstaat Illinois geboren. Sie machte 1975 in Philadelphia einen Abschluss an der Carnegie Mellon University am College of Fine Arts. Nach dem Abschluss spielte sie Theater. Unter anderem wurde sie 1979 für die Darstellung der Hauptrolle im Theaterstück Coming of Age in einem Chicagoer Theater für den Joseph Jefferson Award nominiert.
Ab Anfang der 1980er Jahre übernahm Ellen Crawford vor allem eine Vielzahl an Episodenrollen in TV-Serien und Rollen in Fernsehfilmen. Ab 1994 stellte sie für zehn Staffeln den Charakter der Krankenschwester Lydia Wright in Emergency Room – Die Notaufnahme dar, in der sie auch die ersten Worte sprach. In dieser Rolle trat sie in der finalen Folge der Serie noch einmal auf.
Sie ist mit dem Schauspieler Mike Genovese verheiratet, der ebenfalls in einigen Folgen bei Emergency Room auftrat. Crawfords und Genoveses Charaktere spielten in der Serie ebenfalls ein Liebespaar.

## Filmografie (Auswahl)
- 1983: Herzbube mit zwei Damen (1 Episode)
- 1984: Der Ninja-Meister (1 Episode)
- 1984: After MASH (1 Episode)
- 1984: Trio mit vier Fäusten (1 Episode)
- 1984: Angriff ist die beste Verteidigung
- 1984: Mord ist ihr Hobby (1 Episode)
- 1984: Die Aufsässigen
- 1984: Der Denver-Clan (1 Episode)
- 1984: Polizeirevier Hill Street (1 Episode)
- 1987: Harrys wundersames Strafgericht (1 Episode)
- 1988: Mr. Belvedere (1 Episode)
- 1989: Die besten Jahre (1 Episode)
- 1989: Der Rosenkrieg
- 1990: Ballerina (Faith)
- 1990: Wer ist hier der Boss? (1 Episode)
- 1991: Unser lautes Heim (1 Episode)
- 1992: Geschichten aus der Gruft (1 Episode)
- 1996: Diagnose: Mord (2 Episoden)
- 1998: Star Force Soldier
- 2000: CSI: Vegas (1 Episode)
- 2000–2001: Eine himmlische Familie (2 Episoden)
- 2005: Boston Legal (2 Episoden)
- 2006: Without a Trace – Spurlos verschwunden (1 Episode)
- 2007: The Man From Earth
- 1994–2009: Emergency Room – Die Notaufnahme (113 Episoden)
- 2010: Desperate Housewives (2 Episoden)
- 2012: Grey’s Anatomy (1 Episode)
- 2017: Suburbicon